# Жолоб'янська сільська рада
| Жолоб'янська сільська рада — колишній орган місцевого самоврядування у Томашпільському районі Вінницької області з адміністративним центром у с. Жолоби. Сільській раді були підпорядковані населені пункти: - с. Жолоби |

## Склад ради
Рада складалася з 12 депутатів та голови.

## Керівний склад сільської ради
| ПІБ                      | Основні відомості                                                               | Дата обрання | Дата звільнення |
| ------------------------ | ------------------------------------------------------------------------------- | ------------ | --------------- |
| Дудник Галина Григорівна | Сільський голова, 1960 року народження, освіта, позапартійна                    | 26.03.2006   | 31.10.2010      |
| Гусар Костянтин Іванович | Сільський голова, 1956 року народження, освіта середня спеціальна, безпартійний | 31.10.2010   | 11.12.2011      |
| Безган Олена Іванівна    | Сільський голова, 1969 року народження, освіта вища, позапартійна               | 11.12.2011   |                 |

Примітка: таблиця складена за даними джерела